# Starlight Gunners
Der Starlight Gunners Football Club ist ein Fußballverein aus Banjul, der Hauptstadt des westafrikanischen Staats Gambia. Sie spielten erfolgreich in den 1980er Jahren in der höchsten Liga im gambischen Fußball in der GFA League First Division und hatten zuletzt in der Saison 1980/81 die Meisterschaft gewonnen.
Erstmals in Erscheinung traten die Starlight Gunners in der Saison 1967/68.
Zum Abschluss der Saison 2003/04 sind sie in die GFA League Second Division abgestiegen, von der sie zum Schluss der Saison 2006 erneut abstiegen.

## Erfolge
- 1979/80: Meisterschaft in der GFA League First Division
- 1980/81: Meisterschaft in der GFA League First Division
- 1982: Pokalgewinn im GFA-Cup
- 1985: Pokalgewinn im GFA-Cup

## Bekannte Spieler
- Eda Carr (alias Baboucarr Bah)[2]

## Statistik in den CAF-Wettbewerben
| Wettbewerb                    | Runde         | Gegner            | Hinspiel | Rückspiel          |  |
| ----------------------------- | ------------- | ----------------- | -------- | ------------------ |  |
|                               |               |                   |          |                    |  |
| CAF Champions Cup 1981        | 1. Runde      | AS Kaloum Star    | 1:2 (A)  | 0:1 (H)            |  |
| African Cup Winners’ Cup 1986 | Qualifikation | Benfica de Bissau | 3:1 (H)  | 1:1 (A)            |  |
|                               | 1. Runde      | ASC Diaraf        | 1:1 (H)  | 1:1 (A) / Pen: 3:4 |  |